# Legend of Kay
Legend of Kay est un jeu vidéo d'action-aventure sorti sur PlayStation 2 en 2005.

## Scénario
Pendant très longtemps, Yenching, un archipel situé en mer de Chine, a vécu dans la prospérité. Chacun vivait dans son village, nourri par un élixir magique. Et tous apprenaient la Voie, un chemin spirituel basé sur l'essence bénéfique de la vie. Mais, au fil du temps, ils perdirent la foi, et les fontaines alimentant les villages cessèrent de couler. C'est alors qu'une sombre période commença pour les quatre clans insulaires : sans la Voie pour se protéger, ils furent envahis par les Gorilles et les Rats… Décidant finalement de se
rebeller contre l'envahisseur, un jeune chaton prénommé « Kay » déroba l'épée qui se trouvait dans la maison de son maitre et partit au combat.

## Distribution
- Casey Pitts : Kay
- Lee Nguyen : le Maître / le marchand
- Rob Gottfried : Ministre Shun
- Robert Fischer : Tak l'Alchimiste des Rats
- Crystal Piel : Su Ling
- Kenneth Italy : garde du corps de Shun

## Autres titres
- Chinois : 凯之传奇 (Kǎizhī Chuánjī) (La Légende triomphante)